# Arthur Erickson
Arthur Erickson (Vancouver, 14 giugno 1924 – Vancouver, 20 maggio 2009) è stato un architetto canadese.

## Biografia
Compiuti gli studi all'Università della Columbia Britannica di Vancouver e alla McGill University di Montréal tra il 1942 e il 1950, dal 1953 al 1977 è stato il capogruppo della Arthur Erickson Associates, con un'attività progettuale internazionale (Vancouver, Toronto, Kuwait City, Gidda).
Nel 1963 progetta la Simon Fraser University a Burnaby (Vancouver) che assume una posizione chiave nel suo iter progettuale e rivela l'influenza di Le Corbusier, di Kahn e del nuovo brutalismo. Il suo particolare uso della geometria lo avvicina a posizioni che saranno dell'International Style, mentre parallelamente, in molte opere, privilegia l'aspetto iconografico (Padiglione Canadese all'Expo di Osaka, 1970; Museo di antropologia dell'Università della Columbia Britannica a Vancouver, 1970-71; nuovo palazzo di Giustizia di Vancouver, 1973-80). Oltre a progetti pubblici a grande scala, realizza edifici in legno strutturale, riprendendo le tecniche costruttive tradizionali e regionali.
La sua famiglia annunciò della sua scomparsa a Vancouver, la città della sua nascita, il 20 maggio 2009.